# 1850 en musique classique
| \| • Retour à la chronologie générale de la musique classique • \| |
| Grèce • Rome • Haut Moyen Âge • VIIIe siècle • IXe siècle • Xe siècle • XIe siècle XIIe siècle • XIIIe siècle • XIVe siècle • XVe siècle • XVIe siècle • XVIIe siècle XVIIIe siècle • XIXe siècle • XXe siècle • XXIe siècle |
| • Retour à la chronologie générale de la musique classique • |

| Années en musique classique : 1847 - 1848 - 1849 - 1850 - 1851 - 1852 - 1853    |
| Décennies en musique classique : 1820 - 1830 - 1840 - 1850 - 1860 - 1870 - 1880 |

## Événements

### Créations
- 28 février : Crispino e la comare, opéra-comique de Luigi Ricci et Federico Ricci, créé à Venise au Teatro San Benedetto.
- 20 juillet : Création de Giralda ou la Nouvelle Psyché, opéra d'Adolphe Adam à l'Opéra-Comique à Paris
- 24 août : Prométhée, poème symphonique de Franz Liszt.
- 28 août : Création de Lohengrin, opéra de Richard Wagner au Großherzogliches Hoftheater à Weimar sous la direction de Franz Liszt.
- 16 novembre :
  - Symphonie no 4 de Niels Gade, créée à Copenhague ;
  - Stiffelio de Giuseppe Verdi, créé à Trieste.
- 3 septembre : Publication dans le Neue Zeitschrift für Musik de l'essai Das Judenthum in der Musik de Wagner sous le pseudonyme de K. Freigedank.
- 19 novembre : Inauguration du Teatro Real à Madrid avec  la représentation de La Favorite de Donizetti.

Date indéterminée
- Concerto pour violoncelle de Robert Schumann (créé en 1860).
- Symphonie no 3 « Rhénane » de Robert Schumann (créé en 1851).

### Autres
- Fondation de la Bach Gesellschaft dont l'objectif est de publier l'œuvre intégrale de Johann Sebastian Bach.
- Composition et publication des Liebesträume (Rêves d'amour), recueil de trois nocturnes pour piano de Franz Liszt.
- Création au Musikverein de Vienne du Quintette en ut majeur de Franz Schubert (composé en 1828).
- Création de la SACEM, Société des auteurs, compositeurs et éditeurs de musique.
- Débuts de Marietta Alboni à l'Opéra de Paris

## Prix
- Joseph-Auguste Charlot remporte le 1er Grand Prix de Rome.

## Naissances

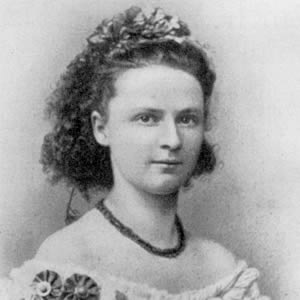
Luise Adolpha Le Beau

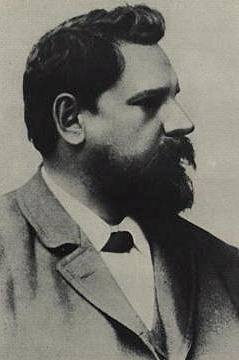
Zdeněk Fibich

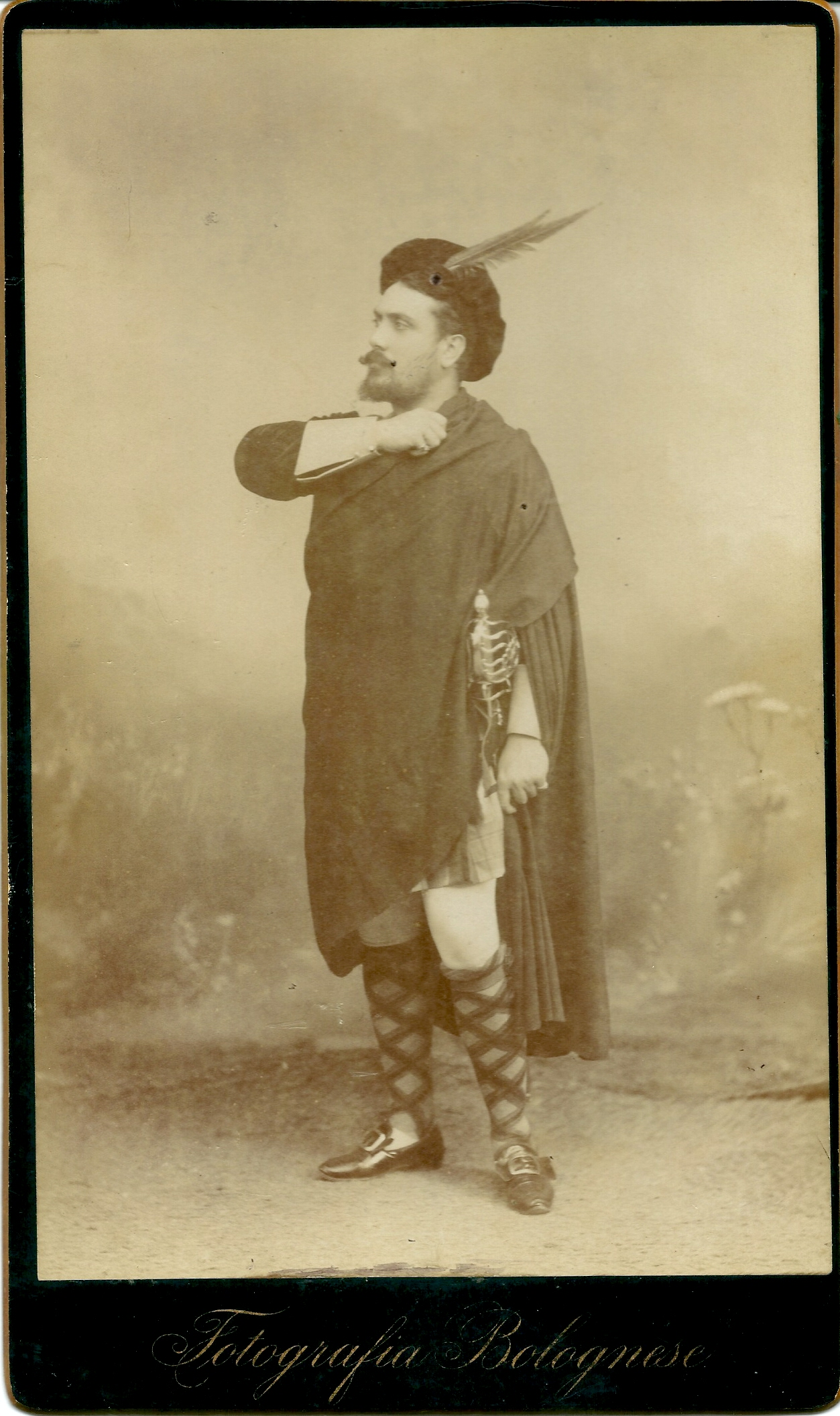
Francesco Tamagno

- 6 janvier : Xaver Scharwenka, compositeur et pianiste allemand († 8 décembre 1924).
- 14 janvier : Jean de Reszke, ténor et pédagogue d'origine polonaise († 3 avril 1925).
- 30 janvier : Ferdinando Fontana, dramaturge et librettiste italien († 10 mai 1919).
- 25 février : Alexandre Georges, organiste et compositeur français († 18 janvier 1938).
- 9 mars : Alexandre Luigini, compositeur, violoniste et chef d'orchestre français d'origine italienne († 29 juillet 1906).
- 13 mars : Emilio Serrano y Ruiz, pianiste et compositeur espagnol († 8 avril 1939).
- 6 avril : Édouard Destenay, militaire et compositeur français († 22 janvier 1924).
- 9 avril : Hermann Zumpe, chef d'orchestre et compositeur allemand († 4 septembre 1903).
- 20 avril : Louise Théo, chanteuse française d'opérette et de comédie musicale († 24 janvier 1922).
- 22 avril : Fidès Devriès, soprano néerlandaise († 27 janvier 1939).
- 25 avril : Luise Adolpha Le Beau, pianiste et compositrice allemande († 17 juillet 1927).
- 1er mai : Modeste Tchaïkovski, dramaturge, librettiste d'opéra et traducteur russe († 3 janvier 1916).
- 7 mai : Anton Seidl, chef d'orchestre hongrois naturalisé américain († 28 mars 1898).
- 16 mai : Arthur Henry Mann, organiste, chef de chœur et compositeur anglais († 19 novembre 1929).
- 27 mai : Laurent Grillet, violoniste, compositeur et chef d'orchestre français († 5 novembre 1901).
- 5 juin : Paul de Choudens, musicien, éditeur de musique, poète et librettiste français († 7 octobre 1925).
- 14 juin : Eugène Bourdeau, bassoniste, organiste, pédagogue et compositeur français († 24 avril 1926).
- 18 juin : Richard Heuberger, compositeur autrichien († 28 octobre 1914).
- 3 juillet : Alfredo Keil, compositeur, peintre et collectionneur d’art portugais († 4 octobre 1907).
- 4 juillet : 
  - Ole Olsen, compositeur, organiste, chef d'orchestre et tromboniste norvégien († 4 novembre 1927).
  - Edmond Vergnet, ténor d'opéra français († 15 février 1904).
- 5 juillet : Aloÿs Claussmann, organiste, pianiste et compositeur français († 7 novembre 1926).
- 5 août : Antoine Simon, compositeur, chef d'orchestre et pianiste français († 19 janvier 1916).
- 17 août : Franz Poenitz, harpiste et compositeur allemand († 19 mars 1912).
- 9 septembre : Leopoldo Miguez, compositeur, violoniste et chef d'orchestre brésilien († 6 juin 1902).
- 21 septembre : Hans Sitt, violoniste bohémien, professeur et compositeur († 10 mars 1922).
- 9 octobre : Élie Poirée, musicographe et compositeur français († 25 mai 1925).
- 18 octobre : Francis Thomé, pianiste et compositeur mauricien († 16 novembre 1909).
- 21 octobre : Alfred Fock, compositeur français († 1er février 1921).
- 23 octobre : Karel Mestdagh, compositeur, organiste et enseignant brugeois († 10 mars 1924).
- 10 novembre :
  - Jules Jordan, compositeur américain ((† 5 mars 1927).
  - Arthur Goring Thomas, compositeur anglais († 20 mars 1892).
- 14 novembre : Emmy Achté, mezzo-soprano finlandaise († 2 décembre 1924).
- 24 novembre : Antonin Marmontel, compositeur et pédagogue français († 23 juillet 1907).
- 28 novembre : Georges Alary, compositeur français († 30 décembre 1928).
- 1er décembre : Peter Lange-Müller, compositeur et pianiste danois († 26 février 1926).
- 13 décembre : Louis Benedictus, pianiste et compositeur français († 20 octobre 1921).
- 21 décembre : Zdeněk Fibich, compositeur tchèque († 15 octobre 1900).
- 28 décembre : Francesco Tamagno, ténor italien († 31 août 1905).
- 29 décembre : Tomás Bretón, compositeur, chef d'orchestre et violoniste espagnol († 2 décembre 1923).

Date indéterminée
- Lella Ricci, soprano italienne († 7 octobre 1871).

## Décès

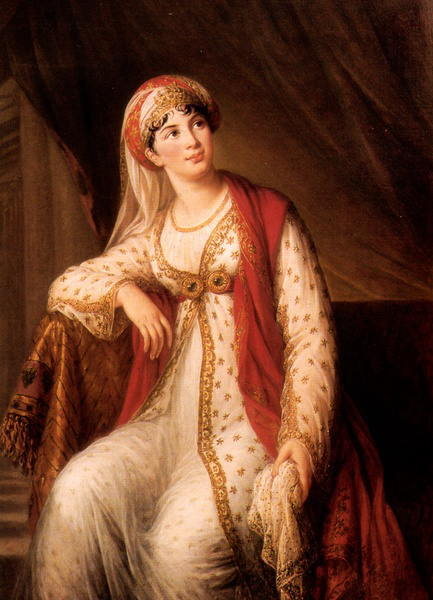
Giuseppina Grassini

- 3 janvier : Giuseppina Grassini, contralto italienne (° 18 avril 1773).
- 9 janvier : Antoine Romagnesi, compositeur, éditeur et théoricien Français (° 1er septembre 1781).
- 23 janvier : Adolphe-Joseph-Louis Alizard, baryton-basse français (° 29 décembre 1814).
- 13 février : Léon de Saint-Lubin, violoniste et compositeur Italien (° 5 juillet 1805).
- 19 mars : Adalbert Gyrowetz, compositeur tchèque (° 20 février 1763).
- 25 mars : Francesco Basili, maître de chapelle et compositeur italien (° 31 janvier 1767).
- 3 avril : Václav Jan Tomášek, compositeur tchèque (° 17 avril 1774).
- 24 avril : Alexandre Piccinni, compositeur français (° 10 septembre 1779).
- 25 mai : Charles Barizel, bassoniste et pédagogue français (° 3 janvier 1788).
- 24 juin : Alexandrine-Marie-Agathe Gavaudan-Ducamel (°15 septembre 1781)
- 28 juillet : Stefano Pavesi, compositeur italien (° 22 janvier 1779).
- 11 septembre :  Jeanne-Charlotte Schroeder, soprano à la Comédie-Italienne et à l'Opéra-Comique  (° 9 décembre 1764).
- 14 octobre : Caroline Branchu, soprano français (° 2 novembre 1780).
- 15 novembre : August Wilhelm Hartmann, violoniste, organiste et compositeur classique (° 6 novembre 1775).
- 16 novembre : Théodore Mozin, compositeur français (° 25 janvier 1818).
- 27 novembre : Emilia Giuliani-Guglielmi, guitariste et compositrice italienne (° 23 avril 1813).
- 4 décembre : Alphonse Clarke, compositeur français (° 27 juin 1806).

Date indéterminée
- Ramon Aleix i Batlle, prêtre, maître de chapelle, compositeur et organiste catalan (° 1784).
- 1828 ou avant le 10 mars 1858 : Jean-Baptiste Gambaro, clarinettiste italien (° 1785).